# Lista siturilor arheologice din județul Cluj - T
Lista siturilor arheologice din județul Cluj - T conține toate siturile arheologice din județul Cluj înscrise în Repertoriul Arheologic Național (RAN) și aflate în localități al căror nume începe cu litera T. RAN este administrat de Ministerul Culturii și Patrimoniului Național și cuprinde date științifice, cartografice, topografice, imagini și planuri, precum și orice alte informații privitoare la zonele cu potențial arheologic, studiate sau nu, încă existente sau dispărute.
Puteți căuta un sit din localitățile care încep cu litera T folosind formularul de mai jos sau puteți naviga prin toate siturile din județ la Lista siturilor arheologice din județul Cluj.
| Cod RAN                                  | Denumire | Localitate                                  | Adresă                                                | Datare                                    | Descoperit | Coordonate                                              | Imagine           | Erori            |
| ---------------------------------------- | --- | ------------------------------------------- | ----------------------------------------------------- | ----------------------------------------- | ---------- | ------------------------------------------------------- | ----------------- | ---------------- |
| 56256.01.01 (Cod LMI: CJ-I-s-A-07204)    | Așezarea preistorică de la Tăușeni - "Dealul Picuiești" / ansamblu anonim (Categorie: locuire civilă) (Tip: Așezare)                                                                                  | sat Tăușeni, comuna Bonțida                 | Dealul Picuiești                                      |                                           |            | 46°51′40″N 23°55′16″E / 46.86102°N 23.92108°E           | Încărcați imagine | Raportați eroare |
| 55589.01.01 (Cod LMI: CJ-I-s-A-07205)    | Așezarea Latene de la Ticu-Colonie - "Pe Deal" / ansamblu anonim (Categorie: locuire civilă) (Tip: Așezare)                                                                                           | sat Ticu-Colonie, comuna Aghireșu           | Pe Deal                                               | geto-dacică                               |            |                                                         | Încărcați imagine | Raportați eroare |
| 59700.02.01 (Cod LMI: CJ-I-s-A-07206)    | Situl arheologic de la Tritenii de Jos - "Cetatea Sării" / ansamblu anonim (Categorie: locuire) (Tip: Locuire)                                                                                        | sat Tritenii de Jos, comuna Tritenii de Jos | Cetatea Sării                                         |                                           |            | 46°35′10″N 23°59′05″E / 46.58606°N 23.98467°E           | Încărcați imagine | Raportați eroare |
| 59700.02.02 (Cod LMI: CJ-I-s-A-07206)    | Situl arheologic de la Tritenii de Jos - "Cetatea Sării" / ansamblu anonim (Categorie: locuire) (Tip: Așezare)                                                                                        | sat Tritenii de Jos, comuna Tritenii de Jos | Cetatea Sării                                         | sec. II - III d.Hr.                       |            | 46°35′10″N 23°59′05″E / 46.58606°N 23.98467°E           | Încărcați imagine | Raportați eroare |
| 59700.02.03 (Cod LMI: CJ-I-s-A-07206)    | Situl arheologic de la Tritenii de Jos - "Cetatea Sării" / ansamblu anonim (Categorie: locuire) (Tip: Necropolă)                                                                                      | sat Tritenii de Jos, comuna Tritenii de Jos | Cetatea Sării                                         | sec. II - III d.Hr.                       |            | 46°35′10″N 23°59′05″E / 46.58606°N 23.98467°E           | Încărcați imagine | Raportați eroare |
| 59700.03.01 (Cod LMI: CJ-I-s-A-07207)    | Așezarea romană de la Tritenii de Jos - "Țigăreni" / ansamblu anonim (Categorie: locuire civilă) (Tip: Așezare)                                                                                       | sat Tritenii de Jos, comuna Tritenii de Jos | Țigăreni                                              |                                           |            | 46°34′59″N 24°00′54″E / 46.58314°N 24.01502°E           | Încărcați imagine | Raportați eroare |
| 59700.03.02 (Cod LMI: CJ-I-s-A-07207)    | Așezarea romană de la Tritenii de Jos - "Țigăreni" / ansamblu anonim (Categorie: locuire civilă) (Tip: Așezare)                                                                                       | sat Tritenii de Jos, comuna Tritenii de Jos | Țigăreni                                              |                                           |            | 46°34′59″N 24°00′54″E / 46.58314°N 24.01502°E           | Încărcați imagine | Raportați eroare |
| 55268.02.01 (Cod LMI: CJ-I-m-A-07210.03) | Orașul antic și medieval de la Turda - "Potaissa" / ansamblu Orașul roman Potaissa (Categorie: locuire civilă) (Tip: așezare urbană)                                                                  | municipiul Turda                            | Potaissa                                              | romană                                    |            |                                                         | Încărcați imagine | Raportați eroare |
| 55268.02.02 (Cod LMI: CJ-I-m-A-07210.01) | Orașul antic și medieval de la Turda - "Potaissa" / ansamblu Orașul medieval Turda (Categorie: locuire civilă) (Tip: așezare urbană)                                                                  | municipiul Turda                            | Potaissa                                              |                                           |            |                                                         | Încărcați imagine | Raportați eroare |
| 55268.02.03 (Cod LMI: CJ-I-s-A-07210)    | Orașul antic și medieval de la Turda - "Potaissa" / ansamblu anonim (Categorie: locuire civilă) (Tip: Așezare)                                                                                        | municipiul Turda                            | Potaissa                                              | Iclod                                     |            |                                                         | Încărcați imagine | Raportați eroare |
| 55268.02.03 (Cod LMI: CJ-I-s-A-07210)    | Orașul antic și medieval de la Turda - "Potaissa" / complex anonim (Categorie: locuire civilă) (Tip: atelier)                                                                                         | municipiul Turda                            | Potaissa                                              | Iclod                                     |            |                                                         | Încărcați imagine | Raportați eroare |
| 55268.03.01 (Cod LMI: CJ-I-m-A-07210.05) | Necropola romană de la Turda - "Dealul Zânelor / ansamblu anonim (Categorie: descoperire funerară) (Tip: Necropolă)                                                                                   | municipiul Turda                            | Dealurile Zânelor                                     |                                           |            | 46°33′50″N 23°44′59″E / 46.56393°N 23.74973°E           | Încărcați imagine | Raportați eroare |
| 55268.04.01 (Cod LMI: CJ-I-m-A-07210.06) | Necropola romană de la Turda - "Râtul Sânmihăienilor" / ansamblu anonim (Categorie: descoperire funerară) (Tip: Necropolă)                                                                            | municipiul Turda                            | Râtul Sânmihăienilor                                  |                                           | 1964       | 46°33′36″N 23°46′33″E / 46.56°N 23.77583°E              | Încărcați imagine | Raportați eroare |
| 55268.05 (Cod LMI: CJ-I-m-A-07210.04)    | Ruinele romane de la Turda - "Fântâna Sf. Ioan" / ansamblu anonim (Categorie: neprecizată) (Tip: Așezare)                                                                                             | municipiul Turda                            | Fântâna Sf. Ioan                                      |                                           |            | 46°35′21″N 23°49′09″E / 46.589246°N 23.819039°E         | Încărcați imagine | Raportați eroare |
| 55268.06.01 (Cod LMI: CJ-I-s-A-07211)    | Așezarea romană de la Turda - "Lișca" / ansamblu Așezarea romană "Lișca" (Categorie: locuire civilă) (Tip: Așezare rurală)                                                                            | municipiul Turda                            | Lișca                                                 |                                           |            | 46°31′54″N 23°48′09″E / 46.531764°N 23.802609°E         | Încărcați imagine | Raportați eroare |
| 55268.07.01 (Cod LMI: CJ-I-m-A-07210.02) | Necropola medievală de la Turda - "Măieriște" / ansamblu anonim (Categorie: descoperire funerară) (Tip: Necropolă)                                                                                    | municipiul Turda                            | Măieriște                                             |                                           |            |                                                         | Încărcați imagine | Raportați eroare |
| 59773.02.01 (Cod LMI: CJ-I-m-B-07213.03) | Situl arheologic de la Tureni - "Svona" / ansamblu anonim (Categorie: locuire civilă) (Tip: Așezare)                                                                                                  | sat Tureni, comuna Tureni                   | Svona                                                 |                                           |            | 46°37′43″N 23°42′30″E / 46.62868°N 23.7084°E            | Încărcați imagine | Raportați eroare |
| 59773.02.02 (Cod LMI: CJ-I-m-B-07213.02) | Situl arheologic de la Tureni - "Svona" / ansamblu anonim (Categorie: locuire civilă) (Tip: Așezare)                                                                                                  | sat Tureni, comuna Tureni                   | Svona                                                 |                                           |            | 46°37′43″N 23°42′30″E / 46.62868°N 23.7084°E            | Încărcați imagine | Raportați eroare |
| 59773.02.03 (Cod LMI: CJ-I-m-B-07213.01) | Situl arheologic de la Tureni - "Svona" / ansamblu anonim (Categorie: locuire civilă) (Tip: Așezare)                                                                                                  | sat Tureni, comuna Tureni                   | Svona                                                 |                                           |            | 46°37′43″N 23°42′30″E / 46.62868°N 23.7084°E            | Încărcați imagine | Raportați eroare |
| 59773.03.01 (Cod LMI: CJ-I-m-B-20243.01) | Situl arheologic de la Tureni - "Dealul Ghincenghe" / ansamblu anonim (Categorie: descoperire funerară) (Tip: Necropolă tumulară)                                                                     | sat Tureni, comuna Tureni                   | Dealul Ghincenghe                                     | Coțofeni                                  | 1984       | 46°37′00″N 23°40′00″E / 46.61666°N 23.66667°E           | Încărcați imagine | Raportați eroare |
| 59773.03.01 (Cod LMI: CJ-I-m-B-20243.01) | Situl arheologic de la Tureni - "Dealul Ghincenghe" / complex anonim (Categorie: descoperire funerară) (Tip: tumul)                                                                                   | sat Tureni, comuna Tureni                   | Dealul Ghincenghe                                     | Coțofeni                                  | 1984       | 46°37′00″N 23°40′00″E / 46.61666°N 23.66667°E           | Încărcați imagine | Raportați eroare |
| 59773.03.02 (Cod LMI: CJ-I-s-B-20243)    | Situl arheologic de la Tureni - "Dealul Ghincenghe" / ansamblu anonim (Categorie: descoperire funerară) (Tip: Turn)                                                                                   | sat Tureni, comuna Tureni                   | Dealul Ghincenghe                                     |                                           | 1984       | 46°37′00″N 23°40′00″E / 46.61666°N 23.66667°E           | Încărcați imagine | Raportați eroare |
| 59773.04.01 (Cod LMI: CJ-I-s-B-07214)    | Așezarea preistorică de la Tureni - "Chei" / ansamblu anonim (Categorie: locuire civilă) (Tip: Locuire)                                                                                               | sat Tureni, comuna Tureni                   | Chei                                                  | Tiszapolgár                               |            |                                                         | Încărcați imagine | Raportați eroare |
| 55268.08.01                              | Villa rustica de la Turda / ansamblu anonim (Categorie: locuire civilă) (Tip: Villa rustica) | municipiul Turda                            |                                                       |                                           |            |                                                         | Încărcați imagine | Raportați eroare |
| 59773.05.01                              | Așezarea din epoca bronzului de la Tureni - "Poderei II" / ansamblu anonim (Categorie: locuire civilă) (Tip: Așezare)                                                                                 | sat Tureni, comuna Tureni                   | Poderei II                                            |                                           |            |                                                         | Încărcați imagine | Raportați eroare |
| 59773.05.02                              | Așezarea din epoca bronzului de la Tureni - "Poderei II" / ansamblu anonim (Categorie: locuire civilă) (Tip: Așezare)                                                                                 | sat Tureni, comuna Tureni                   | Poderei II                                            | Cluj - Cheile Turzii - Lumea Nouă - Iclod |            |                                                         | Încărcați imagine | Raportați eroare |
| 59773.05.03                              | Așezarea din epoca bronzului de la Tureni - "Poderei II" / ansamblu anonim (Categorie: locuire civilă) (Tip: Așezare)                                                                                 | sat Tureni, comuna Tureni                   | Poderei II                                            | Petrești                                  |            |                                                         | Încărcați imagine | Raportați eroare |
| 59773.05.04                              | Așezarea din epoca bronzului de la Tureni - "Poderei II" / ansamblu anonim (Categorie: locuire civilă) (Tip: Așezare)                                                                                 | sat Tureni, comuna Tureni                   | Poderei II                                            | Tiszapolgár                               |            |                                                         | Încărcați imagine | Raportați eroare |
| 55268.09.01                              | Biserica romano-catolică medievală de la Turda / ansamblu anonim (Categorie: structură de cult/religioasă) (Tip: Biserică)                                                                            | municipiul Turda                            |                                                       | sec. XV-XVI                               |            |                                                         | Încărcați imagine | Raportați eroare |
| 55268.10.01                              | Termele castrului Legiunii V Macedonica de la Turda - Potaissa / ansamblu anonim (Categorie: construcție) (Tip: Terme)                                                                                | municipiul Turda                            |                                                       | sec. IV-V d.Hr.                           |            |                                                         | Încărcați imagine | Raportați eroare |
| 57537.01.01                              | Așezarea preistorică de la Tioltiur / ansamblu anonim (Categorie: locuire civilă) (Tip: Așezare) | sat Tioltiur, comuna Cornești               |                                                       |                                           |            |                                                         | Încărcați imagine | Raportați eroare |
| 59773.07.01                              | Așezarea neo-eneolitică de la Tureni - "Șura Mică" / ansamblu anonim (Categorie: locuire civilă) (Tip: Așezare)                                                                                       | sat Tureni, comuna Tureni                   | Șura Mică                                             | Cluj - Cheile Turzii - Lumea Nouă - Iclod |            |                                                         | Încărcați imagine | Raportați eroare |
| 59773.07.02                              | Așezarea neo-eneolitică de la Tureni - "Șura Mică" / ansamblu anonim (Categorie: locuire civilă) (Tip: Așezare)                                                                                       | sat Tureni, comuna Tureni                   | Șura Mică                                             | Petrești                                  |            |                                                         | Încărcați imagine | Raportați eroare |
| 59773.07.03                              | Așezarea neo-eneolitică de la Tureni - "Șura Mică" / ansamblu anonim (Categorie: locuire civilă) (Tip: Așezare)                                                                                       | sat Tureni, comuna Tureni                   | Șura Mică                                             | Tiszapolgár                               |            |                                                         | Încărcați imagine | Raportați eroare |
| 57519.01.01                              | Situl Bisericii reformate "Maica Domnului" Tiocul de Jos / ansamblu anonim (Categorie: structură de cult/religioasă) (Tip: Biserică)                                                                  | sat Tiocu de Jos, comuna Cornești           | 12                                                    | sec. XIV-1480                             |            |                                                         | Încărcați imagine | Raportați eroare |
| 57519.01.01                              | Situl Bisericii reformate "Maica Domnului" Tiocul de Jos / complex anonim (Categorie: structură de cult/religioasă) (Tip: clopotniță)                                                                 | sat Tiocu de Jos, comuna Cornești           | 12                                                    | sec. XIV                                  |            |                                                         | Încărcați imagine | Raportați eroare |
| 57519.01.02                              | Situl Bisericii reformate "Maica Domnului" Tiocul de Jos / ansamblu anonim (Categorie: structură de cult/religioasă) (Tip: pridvor)                                                                   | sat Tiocu de Jos, comuna Cornești           | 12                                                    | sec. XIX                                  |            |                                                         | Încărcați imagine | Raportați eroare |
| 57519.01.03                              | Situl Bisericii reformate "Maica Domnului" Tiocul de Jos / ansamblu anonim (Categorie: structură de cult/religioasă) (Tip: clopotniță)                                                                | sat Tiocu de Jos, comuna Cornești           | 12                                                    | sec. XIX                                  |            |                                                         | Încărcați imagine | Raportați eroare |
| 57528.01.01 (Cod LMI: CJ-II-m-B-07783)   | Biserica medievală de la Tiocu de Sus / ansamblu anonim (Categorie: structură de cult/religioasă) (Tip: Biserică)                                                                                     | sat Tiocu de Sus, comuna Cornești           | 71                                                    | sec. XIII - XV d.Hr.                      |            |                                                         | Încărcați imagine | Raportați eroare |
| 57528.01.03 (Cod LMI: CJ-II-m-B-07783)   | Biserica medievală de la Tiocu de Sus / ansamblu anonim (Categorie: structură de cult/religioasă) (Tip: Turn-clopotniță)                                                                              | sat Tiocu de Sus, comuna Cornești           | 71                                                    | sec. XIX                                  |            |                                                         | Încărcați imagine | Raportați eroare |
| 57528.01.02 (Cod LMI: CJ-II-m-B-07783)   | Biserica medievală de la Tiocu de Sus / ansamblu anonim (Categorie: structură de cult/religioasă) (Tip: Clopotniță de lemn)                                                                           | sat Tiocu de Sus, comuna Cornești           | 71                                                    | sec. XV-XVI                               |            |                                                         | Încărcați imagine | Raportați eroare |
| 55268.11.01 (Cod LMI: CJ-II-m-A-07793)   | Situl arheologic Biserica reformată calvină "Turda Veche"de la Turda-Piața Centrală / ansamblu Biserica reformată calvină "Turda Veche" (Categorie: structură de cult/religioasă) (Tip: Biserică)     | municipiul Turda                            | str. Hasdeu Petriceicu Bogdan 1, punct Piața Centrală | sec. XV d.Hr.                             |            |                                                         | Încărcați imagine | Raportați eroare |
| 55268.11.02 (Cod LMI: CJ-II-m-A-07793)   | Situl arheologic Biserica reformată calvină "Turda Veche"de la Turda-Piața Centrală / ansamblu anonim (Categorie: structură de cult/religioasă) (Tip: Cimitir)                                        | municipiul Turda                            | str. Hasdeu Petriceicu Bogdan 1, punct Piața Centrală | sec. XVI-XVII                             |            |                                                         | Încărcați imagine | Raportați eroare |
| 55268.13.01 (Cod LMI: CJ-II-m-A-07794)   | Palatul Voievodal Turda / ansamblu Palatul Voievodal Turda (Categorie: construcție) (Tip: Palat) | municipiul Turda                            | str. Hasdeu Petriceicu Bogdan 2                       | sec. XV - XVI                             |            | 46°34′23″N 23°47′05″E / 46.5730514525°N 23.7847995758°E | Încărcați imagine | Raportați eroare |
| 55268.15.01 (Cod LMI: CJ-II-m-B-07795)   | Cetatea medievală Turda / ansamblu anonim (Categorie: locuire civilă) (Tip: Cetate) | municipiul Turda                            | str. Mircea Vodă 4                                    | sec. XIV - XV                             |            |                                                         | Încărcați imagine | Raportați eroare |
| 55268.18.01 (Cod LMI: CJ-II-m-B-07790)   | Situl arheologic Biserica reformată calvină de la Turda - cartier Poiana / ansamblu Biserica reformată calvină de la Turda - cartier Poiana (Categorie: structură de cult/religioasă) (Tip: Biserică) | municipiul Turda                            | str. Câmpiei 57 (64?), punct Poiana                   | sf. sec. XIV - sec. XV                    |            |                                                         | Încărcați imagine | Raportați eroare |
| 55268.14.01 (Cod LMI: CJ-I-m-A-07210.07) | Necropola romană de la Turda - "Drumul Bădenilor" / ansamblu anonim (Categorie: descoperire funerară) (Tip: Necropolă)                                                                                | municipiul Turda                            | Drumul Bădenilor                                      |                                           |            | 46°33′33″N 23°46′29″E / 46.55917°N 23.77472°E           | Încărcați imagine | Raportați eroare |
| 55268.20.01                              | Cartierul meșteșugarilor din orașul Potaisa de la Turda - "Dealul Zânelor" / ansamblu anonim (Categorie: construcție) (Tip: cuptoare)                                                                 | municipiul Turda                            | str. Alba Iulia f.n., punct Dealul Zânelor            | romană sec. II-III                        |            |                                                         | Încărcați imagine | Raportați eroare |
| 59700.01.01                              | Așezarea Noua de la Tritenii de Jos - "La Râpă" / ansamblu anonim (Categorie: locuire) (Tip: așezare)                                                                                                 | sat Tritenii de Jos, comuna Tritenii de Jos | La Rîpă                                               | Noua                                      | 1998       | 46°36′47″N 23°57′04″E / 46.61306°N 23.95111°E           | Încărcați imagine | Raportați eroare |
| 59700.01.02                              | Așezarea Noua de la Tritenii de Jos - "La Râpă" / ansamblu anonim (Categorie: locuire) (Tip: Necropolă)                                                                                               | sat Tritenii de Jos, comuna Tritenii de Jos | La Rîpă                                               | Noua                                      | 1998       | 46°36′47″N 23°57′04″E / 46.61306°N 23.95111°E           | Încărcați imagine | Raportați eroare |
| 55268.21.01                              | Situl arheologic de la Turda - Șuia / ansamblu anonim (Categorie: descoperire funerară) (Tip: așezare deschisă)                                                                                       | municipiul Turda                            | Șuia                                                  | Coțofeni                                  |            | 46°32′45″N 23°43′25″E / 46.54593°N 23.72362°E           | Încărcați imagine | Raportați eroare |
| 55268.21.02                              | Situl arheologic de la Turda - Șuia / ansamblu anonim (Categorie: descoperire funerară) (Tip: Necropolă)                                                                                              | municipiul Turda                            | Șuia                                                  |                                           |            | 46°32′45″N 23°43′25″E / 46.54593°N 23.72362°E           | Încărcați imagine | Raportați eroare |
| 59773.01.01 (Cod LMI: CJ-I-m-A-07212.06) | Situl arheologic de la Tureni - "La Furci" / ansamblu anonim (Categorie: locuire civilă) (Tip: Așezare)                                                                                               | sat Tureni, comuna Tureni                   | La Furci                                              |                                           |            | 46°36′11″N 23°42′26″E / 46.60305°N 23.70722°E           | Încărcați imagine | Raportați eroare |
| 59773.01.02 (Cod LMI: CJ-I-m-A-07212.05) | Situl arheologic de la Tureni - "La Furci" / ansamblu anonim (Categorie: locuire civilă) (Tip: Locuire)                                                                                               | sat Tureni, comuna Tureni                   | La Furci                                              |                                           |            | 46°36′11″N 23°42′26″E / 46.60305°N 23.70722°E           | Încărcați imagine | Raportați eroare |
| 59773.01.03 (Cod LMI: CJ-I-m-A-07212.04) | Situl arheologic de la Tureni - "La Furci" / ansamblu anonim (Categorie: locuire civilă) (Tip: Așezare)                                                                                               | sat Tureni, comuna Tureni                   | La Furci                                              | geto-dacică                               |            | 46°36′11″N 23°42′26″E / 46.60305°N 23.70722°E           | Încărcați imagine | Raportați eroare |
| 59773.01.04 (Cod LMI: CJ-I-m-A-07212.03) | Situl arheologic de la Tureni - "La Furci" / ansamblu anonim (Categorie: locuire civilă) (Tip: Așezare)                                                                                               | sat Tureni, comuna Tureni                   | La Furci                                              | sec. II - III                             |            | 46°36′11″N 23°42′26″E / 46.60305°N 23.70722°E           | Încărcați imagine | Raportați eroare |
| 59773.01.05 (Cod LMI: CJ-I-m-A-07212.02) | Situl arheologic de la Tureni - "La Furci" / ansamblu anonim (Categorie: locuire civilă) (Tip: Așezare)                                                                                               | sat Tureni, comuna Tureni                   | La Furci                                              | sec. VIII                                 |            | 46°36′11″N 23°42′26″E / 46.60305°N 23.70722°E           | Încărcați imagine | Raportați eroare |
| 59773.01.06 (Cod LMI: CJ-I-m-A-07212.01) | Situl arheologic de la Tureni - "La Furci" / ansamblu anonim (Categorie: locuire civilă) (Tip: Așezare)                                                                                               | sat Tureni, comuna Tureni                   | La Furci                                              |                                           |            | 46°36′11″N 23°42′26″E / 46.60305°N 23.70722°E           | Încărcați imagine | Raportați eroare |
| 59773.01.07 (Cod LMI: CJ-I-m-A-07212.07) | Situl arheologic de la Tureni - "La Furci" / ansamblu anonim (Categorie: locuire civilă) (Tip: Necropolă tumulară)                                                                                    | sat Tureni, comuna Tureni                   | La Furci                                              |                                           |            | 46°36′11″N 23°42′26″E / 46.60305°N 23.70722°E           | Încărcați imagine | Raportați eroare |
| 55268.01.01 (Cod LMI: CJ-I-s-A-07208)    | Situl arheologic din epoca romană de la Turda - "Dealul Cetății" / ansamblu Castrul legiunii a V-a Macedonica de la Potaissa(Potaissa) (Categorie: locuire) (Tip: Castru)                             | municipiul Turda                            | str. Castrului Roman, punct Dealul Cetății            | sec. II - III d.Hr.                       | 375        | 46°34′14″N 23°46′21″E / 46.57043°N 23.77253°E           | Încărcați imagine | Raportați eroare |
| 55268.01.02 (Cod LMI: CJ-I-s-A-07209)    | Situl arheologic din epoca romană de la Turda - "Dealul Cetății" / ansamblu anonim(Potaissa) (Categorie: locuire) (Tip: Necropolă)                                                                    | municipiul Turda                            | str. Castrului Roman, punct Dealul Cetății            |                                           | 375        | 46°34′14″N 23°46′21″E / 46.57043°N 23.77253°E           | Încărcați imagine | Raportați eroare |